# Katekumener
Katekumener var i oldkirken en betegnelse for de mennesker, som forberedtes til at modtage dåben og derved indlemmes i den kristne menighed. Navnet forekommer først hos Tertullian, men er muligvis ældre; i hvert fald går selve sagen, dåbsforberedelsen, tilbage til kirkens ældste tider. Katekumenatet var af forskellig varighed, idet det rettede sig efter den pågældendes evner og åndelige modenhed; undertiden kunne det strække sig over flere år. Støttet på en synodalbestemmelse fra ca. 320 har man ment, at katekumenatet fra det 4. århundrede af omfattede 3 klasser: Tilhørerne, de i knælende og dåbskandidaterne, som hver især havde forskellige bestemte pladser ved gudstjenesten, og ligeledes kun havde ret til at overvære færre eller flere dele af denne. Undersøgelser har imidlertid godtgjort, at denne opfattelse er urigtig; en sådan klassedeling kan i hvert fald ikke have været en almindelig forekommende ordning. Men det gjaldt for alle katekumener, at de kun havde ret til at overvære skriftlæsning og prædiken, medens nadvergudstjenesten var forbeholdt de døbte alene.